# Seaside Crimes
 (mars 2020).
Seaside Crimes (Dünentod - Ein Nordsee-Krimi) est une série policière, et dramatique allemande diffusée depuis le 24 janvier 2023.
En France, la série a été diffusée pour la première fois en 1er octobre 2023 sur Polar+. Elle reste inédite dans les autres pays francophones[réf. nécessaire].

## Synopsis
La série est tirée des romans de l’écrivain allemand Sven Koch.
La ville de Werlesiel, en Frise orientale, a tout du havre du paix, en apparence du moins. Entre meurtriers en cavale et trafic de drogue, celle-ci cache en réalité de sombres secrets. Tjark et Femke, deux enquêteurs, vont tout faire pour y rétablir l'ordre.

## Distribution

### Personnages principaux
- Hendrik Duryn : Tjark Wolf
- Pia Micaela Barucki Femke Folkmer
- Yasemin Çetinkaya : Ceylan Özer
- Leonard Kunz : Maxim Ferner
- Florian Panzner : Hauke Berndsten

## Épisodes

### Première saison (2023)
1. Les Tombes des dunes (Das Grab am Strand)
2. Piège fatal (Tödliche Falle)

## Diffusion internationale
- En version originale
 Allemagne : RTL Television
En version française
 France : Polar+